# Acanthopagrus akazakii
Acanthopagrus akazakii е вид лъчеперка от семейство Sparidae.

## Разпространение
Видът е разпространен в Нова Каледония.

## Описание
На дължина достигат до 18,5 cm.